# Formule de Sylvester
Dans la théorie des matrices, la formule de Sylvester ou le théorème matriciel de Sylvester (du nom de JJ Sylvester ) ou l'interpolation de Lagrange-Sylvester exprime une fonction analytique f(A) d'une matrice A comme un polynôme en A, en termes de valeurs propres et de vecteurs propres de A,. Il établit que 
{\displaystyle f(A)=\sum _{i=1}^{k}f(\lambda _{i})~A_{i}~,}
où les λi sont les valeurs propres de A, et les matrices
{\displaystyle A_{i}\equiv \prod _{j=1 \atop j\neq i}^{k}{\frac {1}{\lambda _{i}-\lambda _{j}}}\left(A-\lambda _{j}I\right)}
sont les covariantes de Frobenius correspondants de A, qui sont des polynômes interpolateurs de Lagrange matriciels (de projection) de A .

## Conditions
La formule de Sylvester s'applique à toute matrice diagonalisable A avec k valeurs propres distinctes, λ 1, …, λ k, et à toute fonction f définie sur un sous-ensemble de nombres complexes tel que f(A) soit bien définie. La dernière condition signifie que chaque valeur propre λi est dans le domaine de f, et que chaque valeur propre λi de multiplicité mi > 1 est à l'intérieur du domaine, f étant ( mi – 1 ) fois différentiable à λi :Def.6.4.

## Exemple
On considère la matrice carrée de taille 2 :
{\displaystyle A={\begin{pmatrix}1&3\\4&2\end{pmatrix}}={\begin{pmatrix}3&1/7\\4&-1/7\end{pmatrix}}{\begin{pmatrix}5&0\\0&-2\end{pmatrix}}{\begin{pmatrix}3&1/7\\4&-1/7\end{pmatrix}}^{-1}={\begin{pmatrix}3&1/7\\4&-1/7\end{pmatrix}}{\begin{pmatrix}5&0\\0&-2\end{pmatrix}}{\begin{pmatrix}1/7&1/7\\4&-3\end{pmatrix}}={\begin{pmatrix}c_{1}&c_{2}\end{pmatrix}}{\begin{pmatrix}5&0\\0&-2\end{pmatrix}}{\begin{pmatrix}r_{1}\\r_{2}\end{pmatrix}}.}
Cette matrice a deux valeurs propres, 5 et −2. Ses covariantes de Frobenius sont
{\displaystyle {\begin{aligned}A_{1}&=c_{1}r_{1}={\begin{pmatrix}3\\4\end{pmatrix}}{\begin{pmatrix}{\frac {1}{7}}&{\frac {1}{7}}\end{pmatrix}}={\begin{pmatrix}{\frac {3}{7}}&{\frac {3}{7}}\\{\frac {4}{7}}&{\frac {4}{7}}\end{pmatrix}}={\frac {1}{5-(-2)}}(A+2I)\\A_{2}&=c_{2}r_{2}={\begin{pmatrix}{\frac {1}{7}}\\-{\frac {1}{7}}\end{pmatrix}}{\begin{pmatrix}4&-3\end{pmatrix}}={\begin{pmatrix}{\frac {4}{7}}&-{\frac {3}{7}}\\-{\frac {4}{7}}&{\frac {3}{7}}\end{pmatrix}}={\frac {1}{-2-5}}(A-5I).\end{aligned}}}
La formule de Sylvester amène alors à
{\displaystyle f(A)=f(5)A_{1}+f(-2)A_{2}.\,}
Par exemple, si f est défini par f(x) = x−1, alors la formule de Sylvester exprime l'inverse matriciel f(A) = A−1 comme
{\displaystyle {\frac {1}{5}}{\begin{pmatrix}{\frac {3}{7}}&{\frac {3}{7}}\\{\frac {4}{7}}&{\frac {4}{7}}\end{pmatrix}}-{\frac {1}{2}}{\begin{pmatrix}{\frac {4}{7}}&-{\frac {3}{7}}\\-{\frac {4}{7}}&{\frac {3}{7}}\end{pmatrix}}={\begin{pmatrix}-0,2&0,3\\0,4&-0,1\end{pmatrix}}.}

## Généralisation
La formule de Sylvester n'est valable que pour les matrices diagonalisables ; une extension due à Arthur Buchheim, basée sur les polynômes d'interpolation d'Hermite, couvre le cas général :
{\displaystyle f(A)=\sum _{i=1}^{s}\left[\sum _{j=0}^{n_{i}-1}{\frac {1}{j!}}\phi _{i}^{(j)}(\lambda _{i})\left(A-\lambda _{i}I\right)^{j}\prod _{j=1,j\neq i}^{s}\left(A-\lambda _{j}I\right)^{n_{j}}\right]} ,
où {\displaystyle \phi _{i}(t):=f(t)/\prod _{j\neq i}\left(t-\lambda _{j}\right)^{n_{j}}} .
Une forme concise est plus tard donnée par Hans Schwerdtfeger:
{\displaystyle f(A)=\sum _{i=1}^{s}A_{i}\sum _{j=0}^{n_{i}-1}{\frac {f^{(j)}(\lambda _{i})}{j!}}(A-\lambda _{i}I)^{j}} ,
où les Ai sont les covariantes de Frobenius correspondantes de A.

## Cas particulier
Si une matrice A est à la fois hermitienne et unitaire, alors elle ne peut avoir que des valeurs propres égales à {\displaystyle \pm 1}, et donc {\displaystyle A=A_{+}-A_{-}}, où {\displaystyle A_{+}} est le projecteur sur le sous-espace de valeur propre +1, et {\displaystyle A_{-}} est le projecteur sur le sous-espace de valeur propre {\displaystyle -1} ; comme la base propre est génératrice, {\displaystyle A_{+}+A_{-}=I} . Par conséquent, pour toute fonction analytique f ,
{\displaystyle {\begin{aligned}f(\theta A)&=f(\theta )A_{+1}+f(-\theta )A_{-1}\\&=f(\theta ){\frac {I+A}{2}}+f(-\theta ){\frac {I-A}{2}}\\&={\frac {f(\theta )+f(-\theta )}{2}}I+{\frac {f(\theta )-f(-\theta )}{2}}A\\\end{aligned}}.}
En particulier, {\displaystyle \mathrm {e} ^{\mathrm {i} \theta A}=(\cos \theta )I+(\mathrm {i} \sin \theta )A} et {\displaystyle A=\mathrm {e} ^{\mathrm {i} {\frac {\pi }{2}}(I-A)}=\mathrm {e} ^{-\mathrm {i} {\frac {\pi }{2}}(I-A)}} .

## Voir également
- Matrice d'ajustement
- Calcul fonctionnel holomorphe
- Formalisme résolvant